# Базис Норд
«Базис Норд» (нім. Die Basis Nord) — таємна військова база Військово-морських сил Третього Райху неподалік Мурманська (північ Російської РФСР), що існувала в 1939-1940 роках в затоці Західна Ліца (120 км на захід від Мурманська). Місце для розташування бази було запропоноване Німеччині в ході переговорів про співпрацю.

## Історія
У жовтні 1939 року Радянський уряд погодився на створення німецької військової бази для постачання, ремонту та заправки паливом німецьких воєнних суден та підводних човнів на Кольському півострові .
Переговори про створення бази велися в рамках співпраці між СРСР на Третім Райхом. Надана нацистам затока була практично не освоєна. 20 січня 1940 року німцями було відправлене з Кіля торгове судно «Jan Wellem» з запасами для облаштування бази, яке прибуло в затоку 4 лютого.
1 травня 1940, після німецької окупації Норвегії, СРСР запропонував під базу інше — в прилеглій затоці Йоканьга, але ця пропозиція не було реалізовано.